# Gerhard Köhler (Unternehmer)
Gerhard Köhler (* 18. März 1956 in Aschersleben) ist ein deutscher Unternehmer und Schachspieler.
Er ist seit September 2002 Gesellschafter der ORWO Net GmbH und war von 2007 bis 2016 Vorstandsvorsitzender und Finanzvorstand der ORWO Net AG.
Köhler wurde am 3. Juni 2019 der Verdienstorden der Bundesrepublik Deutschland in der Stufe Verdienstkreuz am Bande für sein wirtschaftliches Engagement und seine großen Aktivitäten im Bereich der vorschulischen Bildung verliehen.

## Frühe Jahre und Ausbildung
Köhler stammt aus einer Arbeiterfamilie. Die Eltern kamen 1945 als Bauern aus dem Sudetenland nach Aschersleben. Im Alter von 6 Jahren erlernte er das Schachspiel, welches für seine weitere Entwicklung von enormer Bedeutung war. Nach dem Abitur in Halle-Neustadt und dem Armeedienst nahm er an der Handelshochschule Leipzig 1977 ein Studium der Handelsökonomie mit dem Abschluss als Dipl.-oec. 1981 auf.
1984 wurde Köhler an der Handelshochschule mit einer Arbeit zum Thema Rolle von Staatshaushalt und Kredit bei der Finanzierung von Forschung und Entwicklung und der Investitionen promoviert.

## Weiterer Werdegang
1984 trat Köhler in die Dienste der Staatsbank der DDR und übernahm Aufgaben in dem Bereich Finanzierung von Betrieben des Konsumgüterhandels und wurde ab 1. April 1988 Direktor der Handelsbankfiliale Leipzig. Während seiner Tätigkeit bei der Staatsbank wurde Köhler vom 1. Februar 1987 bis 31. Januar 1991 für eine außerplanmäßige wissenschaftliche Aspirantur an der Handelshochschule aufgenommen. Vom 1. September 1988 bis 30. Juni 1989 absolvierte er ein postgraduales Studium der Hochschulpädagogik und schloss dies mit einer Abschlussarbeit zur Entwicklung des problemorientierten Denkens von Studenten im Lehrgebiet sozialistische Volkswirtschaft erfolgreich ab. Köhler erhielt im September 1989 die Facultas Docendi im Fachgebiet sozialistische Volkswirtschaft. Daraufhin wurde der Fachabschluss Hochschulpädagogik der Universität Leipzig im November 1989 erteilt.
Ab 1. April 1990 trat Köhler in die Dienste der Deutsche Kreditbank AG. Im Rahmen der Tätigkeit für die Dresdner Bank Kreditbank war Köhler u. a. zuständig für die DM Erstausstattung im ehemaligen Bezirk Leipzig. Von Dezember 1990 bis Anfang 1992 durchlief Köhler eine umfassende Ausbildung bei der Dresdner Bank in allen Bereichen des Bankgeschäftes, um danach bis Februar 1993 in Leipzig in der Kreditabteilung als Analyst zu arbeiten.
Von März 1993 bis Februar 2000 war Köhler mit der Leitung und Betreuung verschiedener Bankfilialen der Commerzbank betraut, zuletzt als Direktor der Regionalfiliale Frankfurt/Oder, wo er die Betreuung von Firmenkunden hauptverantwortlich übernahm. Mit dem Eintritt in die PixelNet AG als Finanzvorstand am 1. März 2000 endete die 16-jährige Banktätigkeit.
Nach der Zwischenstation als angestellter Vorstand machte sich Köhler ab 1. Januar 2002 als Unternehmensberater selbstständig und arbeitete für verschiedene Insolvenzverwalter.
Im September 2002 gründete Köhler die ORWO Net GmbH mit zwei Partnern, um den traditionsreichen Fotostandort aus der Insolvenz zu übernehmen. 2007 wurde die ORWO Net AG gegründet. Köhler zog sich zum 1. April 2017 aus dem operativen Geschäft zurück und fungiert seitdem als Gesellschafter und ist an mehreren mittelständischen Firmen beteiligt.
Seit April 2018 ist Köhler Mitglied des Beirates des Institutes für Familienunternehmen und Unternehmernachfolge an der Handelshochschule Leipzig.

## Privatleben

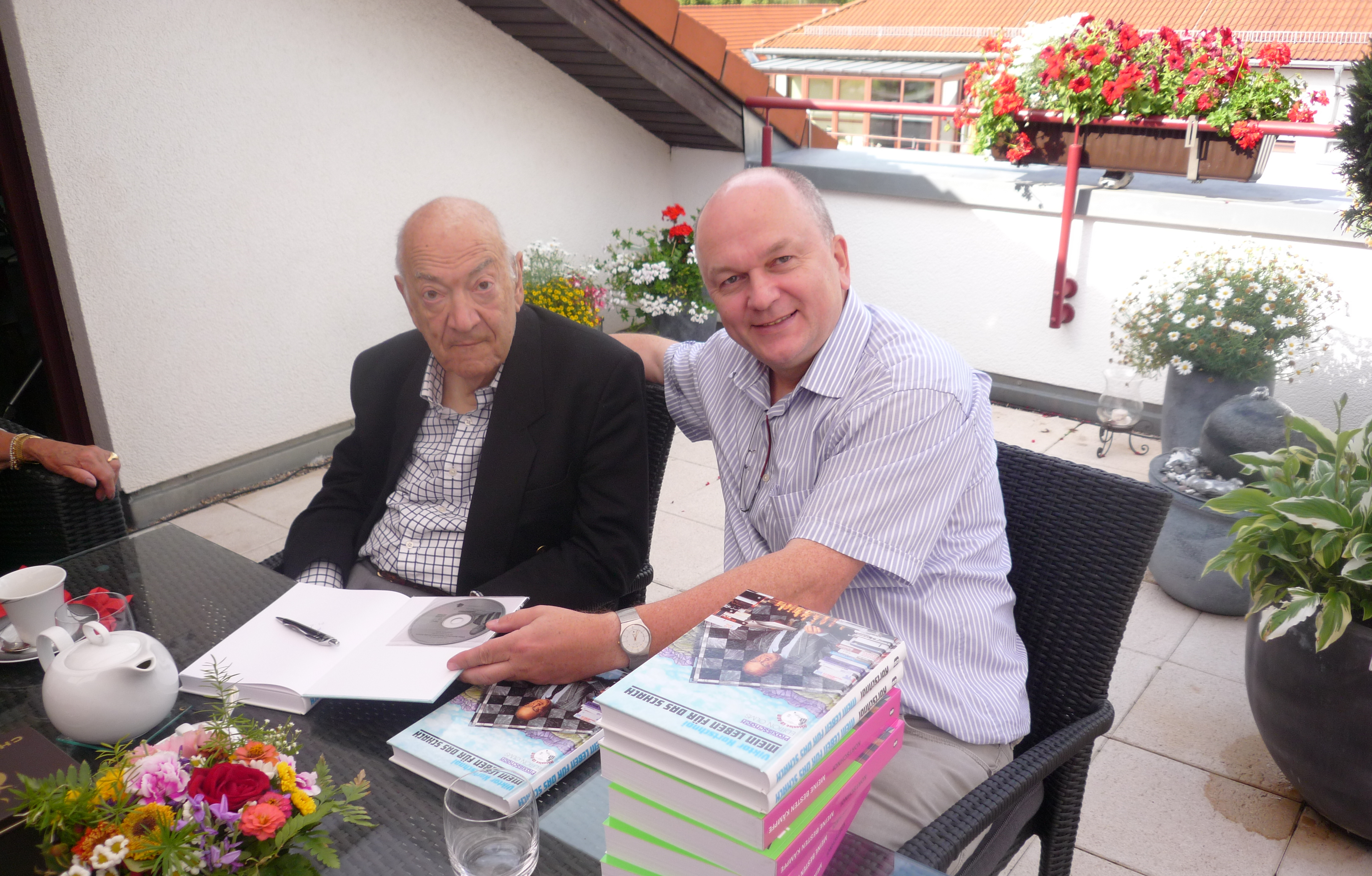
Köhler zusammen mit Kortschnoi

Köhler ist verheiratet und hat drei erwachsene Kinder. Er spielt in seiner Freizeit Schach.
Als Schachspieler trat er in den 1970er Jahren in Erscheinung, so erreichte er neben verschiedenen guten Platzierungen bei Turnieren 1973 und 1974 bei der DDR-Jugendmeisterschaft jeweils den dritten Platz, gehörte der Sportfördergruppe der Nationalen Volksarmee und deren Mannschaft in der Sonderliga an und spielte mit der BSG Chemie Lützkendorf und SG 67 Halle-Neustadt in der Oberliga.
Nach berufsbedingter Abstinenz vom Schach widmete er sich ab 2010 wieder stärker dem Schachspiel und spielte zunächst vor allem die Deutschen Schach-Amateurmeisterschaften mit. 2010 wurde er Sieger im Deutschland-Cup und belegte 2012 den 3. Platz bei der Amateurmeisterschaft.
Im Jahr 2016 wurde Köhler auf der griechischen Insel Kos Amateur-Weltmeister in der Wertungsgruppe A und 2017 Seniorenmeister von Sachsen-Anhalt in der Altersgruppe über 50. Bei der Senioren-Mannschaftsweltmeisterschaft 2020 in Prag wurde Köhler mit der Mannschaft der Lasker Schachstiftung GK Vize-Weltmeister in der Altersgruppe über 50.
Mit dem Erreichen des 60. Lebensjahres spielt Köhler vor allem bei Seniorenturnieren wie Landes-, Deutsche-, Europa- und Weltmeisterschaften mit. Bei der ACO Senioren-Weltmeisterschaft 2020 auf Kreta wurde Köhler Vize-Weltmeister. Bei der europäischen Senioren-Mannschaftsmeisterschaft 2022 in Dresden in der Altersgruppe über 65 wurde Köhler mit der Mannschaft Lasker Schachstiftung GK Europameister und in Sachsen-Anhalt Landesmeister.
Bei der Senioren-Weltmeisterschaft 2023 in Struga wurde Köhler mit der Mannschaft Lasker Schachstiftung GK Weltmeister.

## Soziales Engagement
Seit 2012 organisierte Köhler verschiedene Schachveranstaltungen mit Spielern im höheren Lebensalter. Er holte 2012 Viktor Kortschnoi im Alter von 81 Jahren mit seiner Frau Petra nach Leipzig, um simultan gegen Studenten, Lehrkräfte und Bürger der Stadt Leipzig zu spielen. In den Jahren 2014 in Leipzig und 2015 in Zürich organisierte Köhler einen Wettkampf Kortschnoi gegen Uhlmann.
Es folgten 2017 in Leipzig Hecht gegen Uhlmann und 2018 Dr. Hübner gegen Hort.
Seit 2013 ist Köhler Präsident von Kinderschach in Deutschland e. V. und seit 2016 Vorstand der Emanuel Lasker Gesellschaft. 2015 veröffentlichte die Süddeutsche Zeitung ein Porträt von Köhler und die deutsche Schachgemeinde Chessbase betitelte ihn als Schachmissionar.
Im August 2016 hat Köhler die Schachstiftung GK gGmbH gegründet mit dem Ziel, Geld aufzunehmen, um in Kooperation mit dem Deutschen Schachbund, der Lasker Gesellschaft und dem Verein Kinderschach in Deutschland über einen Zeitraum von zehn bis zwölf Jahren auf freiwilliger Basis mit einem Abdeckungsgrad von 50 % allen Kindern ab vier Jahren in Deutschland das Schachspiel näherzubringen.
Aus Anlass 30 Jahre Schach und Deutsche Einheit, Politik, Wirtschaft, Unternehmertum, Lernerfolg, Philosophie, Psychologie und Soziologie wurden 2020 von der Schachstiftung GK alle Deutschen Meister(innen) zwischen 1946 und 1990 nach Leipzig eingeladen. Es wurde das Projekt Kinderschach in Deutschland vorgestellt und ein Turnier an der Universität Leipzig ausgetragen.
2021 fand die Veranstaltung in Halle/Saale und 2022 in Plochingen statt.